# Дирк IV
Дирк IV (Дитрих IV; нидерл. Dirk IV, нем. Dietrich IV, лат. Theodricus IV; между 1020 и 1030 — 13 января 1049) — граф Западной Фрисландии (Голландии) с 1039 года из династии Герульфингов.

## Биография
Дирк IV — старший сын графа Дирка III и Отелинды. Точный год его рождения неизвестен, но в момент смерти отца он был подростком. Поэтому, вероятнее всего, он родился между 1020 и 1030 годами. Его основным местопребыванием Дирка IV был замок Влардинген, из-за чего хронисты часто называют его Дирком Влардингенским (лат. Theodericus de Phlardirtinga) и маркграфом Влардингена. Точные границы этой марки неизвестны.
Дирк IV продолжал политику отца по расширению владений за счёт земель Утрехтского епископства. Также он поддерживал колонизацию фризами как завоёванных земель, так и равнинных районов Голландии. Результатом стал конфликт с епископами Утрехта, а также рядом других епископов и аббатов. После жалобы на Дирка IV императору Священной Римской империи Генриху III тот лично в 1046 году возглавил поход против непокорного вассала, вынудив Дирка IV вернуть некоторые из завоёванных областей.
Однако вскоре после того, как император вернулся в свои владения, Дирк IV возобновил войну с епископами Утрехта и Льежа. Кроме того, он заключил союз с герцогом Верхней Лотарингии Готфридом Бородатым, а также с графами Эно и Фландрии. В результате в 1047 году император Генрих III предпринял новый поход во Фрисландию, захватив и разрушив крепость Рейнсбург. Однако во время похода имперская армия понесла большие потери, чем воспользовались союзники Дирка IV — герцог Готфрид Бородатый и граф Фландрии Бодуэн V, которые открыто восстали против императора. Вскоре Дирк IV в свою очередь поддержал восставших.
13 января 1049 года епископы Утрехта, Льежа и Меца заманили Дирка IV в засаду около Дордрехта и убили, после чего захватили Влардингенскую марку.
Дирк IV не был женат, детей не оставил. Наследовал ему младший брат Флорис I.